# Лешница (резерват)
Вижте пояснителната страница за други значения на Лешница.
Лешница е резерват в землището на село Ясеново, община Казанлък, област Стара Загора, България с площ 388,95 хектара. Резерватът е на територията на Регионална инспекция по околната среда и водите (РИОСВ) Стара Загора и Регионална дирекция по горите (РДГ) ДГС Казанлък. Обявен е за резерват на 10 август 1984 г. 
Резерватът е разположен във водосбора на едноименната река. Горските екосистеми включват основно бук, габър, зимен дъб, мъждрян. Основният лесообразувател е обикновеният бук, на възраст около 160 г., с пълнота 0,9 и средна височина 18 м. В резервата живеят сърни, благородни елени, диви свине, златки, мечки, дневни и нощни грабливи птици. 